# Le Dernier Refuge (film, 1927)
Pour le film de 2013, voir Le Dernier Refuge (film, 2013).
Pour plus de détails, voir Fiche technique et Distribution.
Le Dernier Refuge (The Understanding Heart) est un film américain de Jack Conway sorti en 1927.

## Synopsis
Le garde forestier Bob Mason tue un homme en état de légitime défense. Un procès s'ouvre lors duquel, la jeune Kelcey Dale, dont Bob est attiré, commet un parjure et le fait condamner pour meurtre. Bob s'échappe ensuite de prison et est hébergé par la sœur de Kelcey, Monica Dale.

## Fiche technique
- Titre original : The Understanding Heart
- Titre français : Le Dernier Refuge
- Réalisation : Jack Conway
- Scénario et adaptation : Edward T. Lowe Jr. d'après le roman The Understanding Heart de Peter B. Kyne
- Intertitres : Joseph Farnham
- Société de production : Cosmopolitan Productions et MGM
- Image : John Arnold
- Montage : John English
- Direction artistique : Cedric Gibbons et B.H. Martin
- Costumes : André-ani
- Pays : États-Unis
- Genre : Aventure et drame
- Durée : 67 minutes
- Format : Noir et blanc - 35 mm - 1,33:1 - film muet
- Date de sortie :
  - États-Unis : 26 février 1927

## Distribution
- Joan Crawford : Monica Dale
- Rockliffe Fellowes : Bob Mason
- Francis X. Bushman Jr. : Tony Garland
- Carmel Myers : Kelcey Dale
- Richard Carle : Shérif Bentley
- Jerry Miley : Bardwell
- Harvey Clark : Oncle Charlie